# Nagar Aveli

Nagar Aveli (em cinza) e o contra enclave de Maghval (em laranja com a sigla Guj.).

Nagar Aveli é uma das duas talucas (subdistrito) do distrito de Dadrá e Nagar Aveli, que faz parte do território da União de Dadrá e Nagar Aveli e Damão e Diu, na Índia. É cercada pelos estados indianos de Guzerate e Maarastra. Silvassa, sua maior cidade, é tanto sede administrativa de Dadrá e Nagar Aveli, quanto de Nagar Aveli.

## Geografia
A área territorial de Nagar Aveli é caracteriza pelas cadeias montanhosas dos Gates Ocidentais, principalmente a sul e a nordeste, que vão tornando-se mais suaves ao longo do vale do rio Damanganga. Nas áreas de maior influência dos Gates Ocidentais há grandes limitações de relevo para ocupação e uso do solo.

### Rios

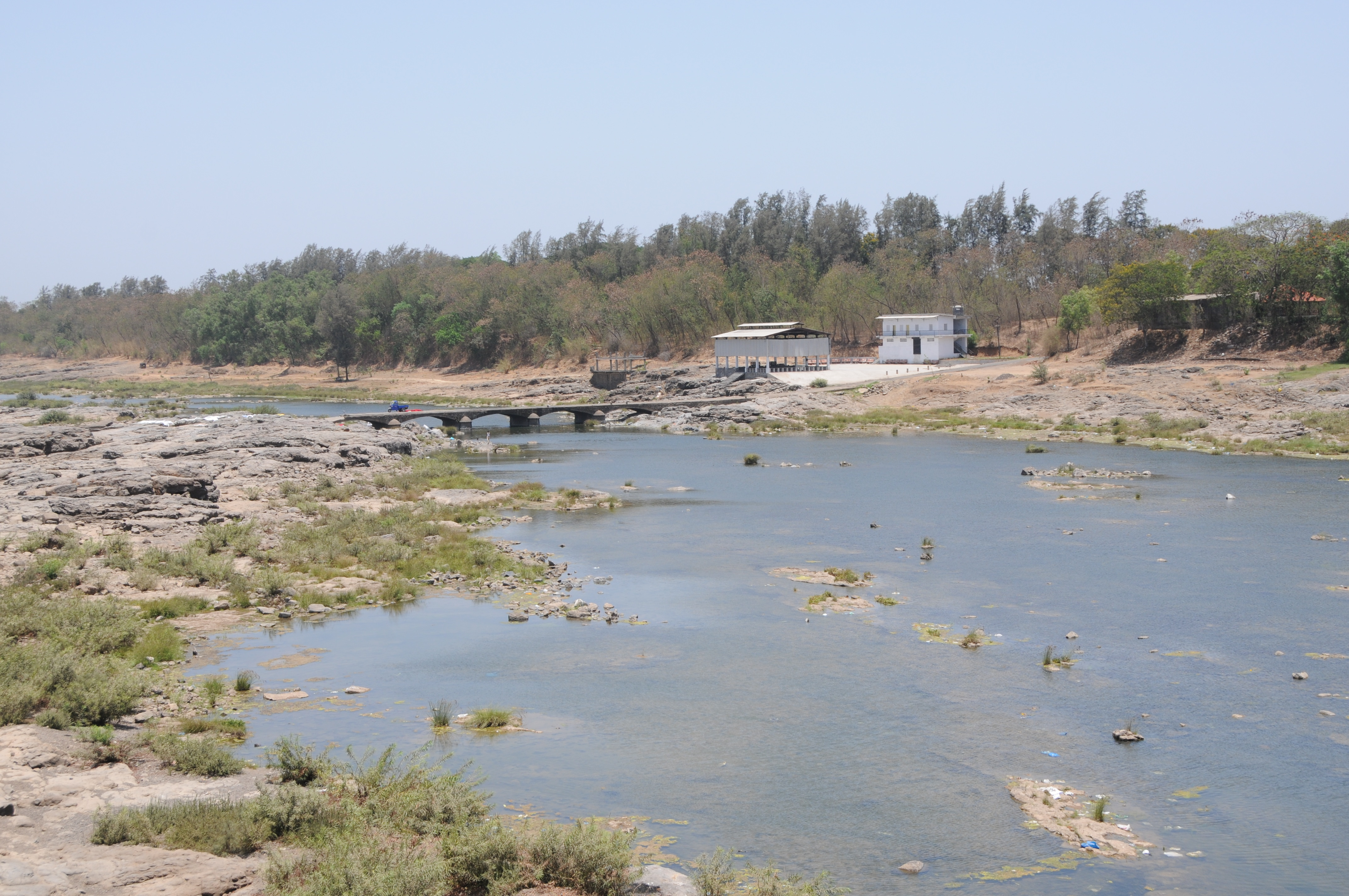
Aspecto do rio Damanganga em 2008.

Um dos acidentes geográficos mais importantes é a bacia do rio Damanganga, que cobre quase toda extensão da taluca. O rio Damanganga é represado entre Nagar Aveli e o Guzerate pela Central Hidroelétrica de Madhuban, formando o lago de Madhuban, fonte vital para pesca e irrigação de lavouras.

### Clima
O clima de Nagar Aveli é caracterizado por um verão quente, geralmente seco, exceto durante as monções do sudoeste, nos meses de junho a setembro. Segundo a classificação climática de Köppen-Geiger, predomina o clima tropical de savana (Aw), onde a maior parte dos Gates Ocidentais, ao sul do Trópico de Câncer, é classificada. A temperatura é máxima no mês de maio e mínima entre os meses de dezembro e janeiro.
A área territorial recebe a maior parte das chuvas em consequência monções do sudoeste durante os meses de junho a outubro. Quase 98% da precipitação anual é recebida durante este período.

### Gestão e hierarquia do território
A maior e mais desenvolvida cidade da taluca é Silvassa, seguida de Khanvel e Naroli. Há ainda as importantes vilas de Amli, Sili, Saili, Amal, Kanadi, Vasona, Velugam, Dolara, Sindavni, Nana Randha, Surangi, Dudhani e Kherarbari.
Há um pequeno contra-enclave chamado Maghval, pertencente a Guzerate, que está localizado em Nagar Aveli, ao sul de Silvassa.

## Economia
A taluca de Nagar Aveli têm sua economia concentrada ao redor de Silvassa, onde há um grande número de fábricas e indústrias.

## Cultura
A taluca de Nagar Aveli é considerada o berço da cultura varli, uma língua falada pelo povo varli, semelhante ao marata e ao guzerate.